# Michiel Schrijver
Michiel Schrijver (Blaricum, 1957) is een Nederlandse kunstschilder. Hij wordt gerekend tot de onafhankelijke realisten. 
Zijn opleiding kreeg hij aan de Dartington School of Art (1976) in Devon en de Byam Shaw School of Art in Londen. Vanaf 1978 bezocht Schrijver de Camberwell School of Art, waar hij in 1981 afstudeerde.
Vanaf 1982 werkte hij in Amsterdam aan schilderijen en etsen voor commerciële doeleinden. Veel werk werd gemaakt in opdracht in zijn galerie/atelier in de Amsterdamse binnenstad. Vanaf 1993 werkt hij uitsluitend als autonoom kunstenaar.

## Werk
Schilderen is voor Schrijver een vorm van reizen en puur associatief ontstaan er zo geheel nieuwe ongekende steden en landschappen. Zijn schilderijen verbeelden een wereld, waarin de toeschouwer wordt uitgenodigd mee te gaan op deze ontdekkingsreis. Schrijver zegt hier zelf over: "Ik zoek een wereld die mij prikkelt. Beschouw mijn schilderijen als een visueel logboek van mijn imaginaire reizen. Het is een vorm van verwondering waar ik naar zoek."

## Exposities
- Vanaf 1996 jaarlijks exposities bij diverse galeries, voornamelijk in Nederland.
- Anno 2024 wordt zijn werk vertegenwoordigd door galerie Bonnard, galerie Honingen, galerie Wildevuur.en Collectie Harms.